# Quasar OVV

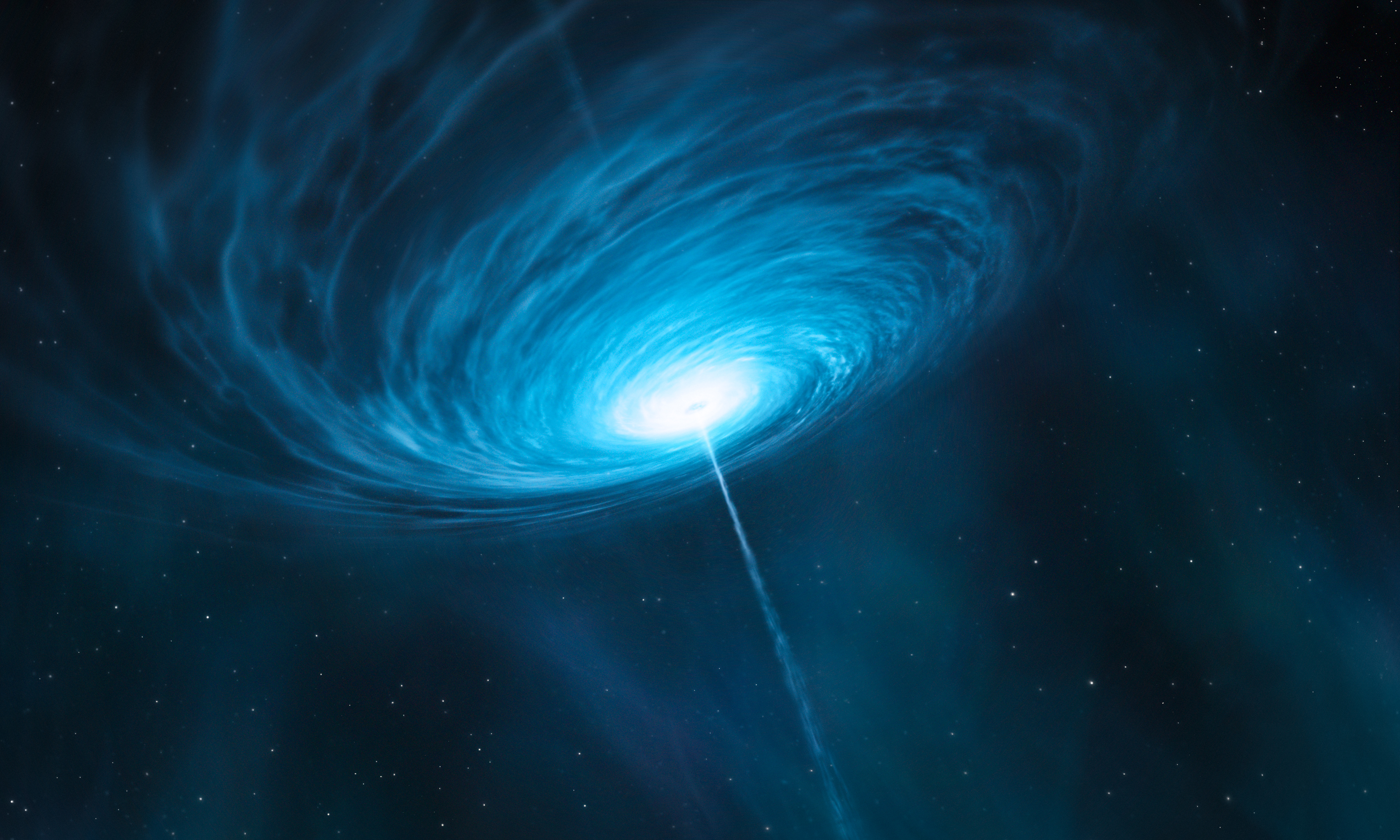
Impressão artística do quasar variável opticamente violento 3C 279

Um quasar variável opticamente violento (muitas vezes abreviado como Quasar OVV) é um tipo de quasar altamente variável. É um subtipo de blazar que consiste em algumas raras galáxias de rádio brilhantes, cuja emissão de luz visível pode mudar em 50% em um dia. Os quasares OVV tornaram-se essencialmente unificados com quasares altamente polarizados (HPQ), quasares dominados por núcleo (CDQ) e quasares de rádio de espectro plano (FSRQ). Diferentes termos são usados, mas o termo FSRQ está ganhando popularidade efetivamente tornando os outros termos arcaicos.
Em comprimentos de onda visíveis, eles são semelhantes em aparência aos objetos BL Lacertae, mas geralmente têm linhas de emissão amplas mais fortes.

## Exemplos
- 3C 279
- S5 0014+81